# ملك (مصطلح)

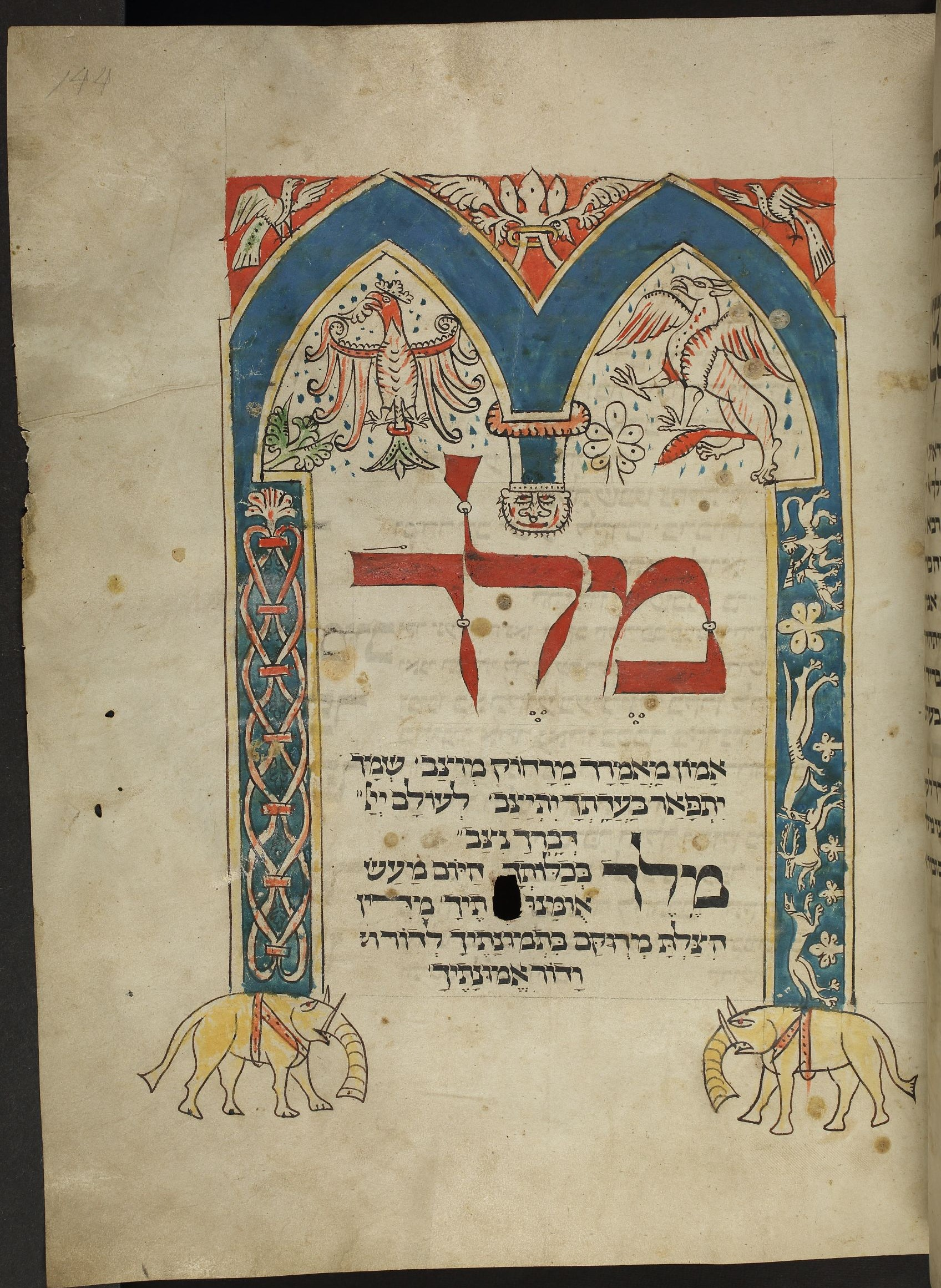
صفحة من كتاب صلاة رأس السنة العبرية ورد فيها (مَلِخ) بنص أحمر كبير.

المَلِك ( الفينيقية: 𐤌𐤋𐤊 العبرية: מֶלֶךְ العربية: ملك) هو المصطلح السامي الذي يعني صاحب "المُلك"، وقد سُجل في اللغات السامية الشرقية والعربية، ومَلَك في اللغات السامية الشمالية الغربية خلال أواخر العصر البرونزي (مثل الآرامية والكنعانية والعبرية).
على الرغم من أن الأشكال المبكرة للاسم كانت موجودة بين المتحدثين باللغة السامية قبل العرب وقبل الإسلام في بلاد الشام وكنعان وبلاد ما بين النهرين ، فقد تم اعتماده منذ ذلك الحين في العديد من اللغات الآسيوية الأخرى، وخاصة تلك التي أسلمت أو تعرَّبت، ولكن ليس حصريًا، لأمرائهم الحاكمين ولتعيين الملوك في أماكن أخرى. ويستخدم أيضًا في بعض الأحيان في المعاني المشتقة.
النسخة الأنثوية من الملك هي الملكة.
تم العثور على اسم الملك في الأصل بين العديد من المتحدثين باللغة السامية قبل العرب ومن غير المسلمين مثل الآشوريين، والأموريين، واليهود، والآراميين، والمندائيين، ومجموعات عرقية أخرى تتحدث السريانية، والعرب قبل الإسلام. ومنذ ذلك الحين انتشر بين مختلف الشعوب ذات الأغلبية المسلمة وغير السامية في آسيا الوسطى والشرق الأوسط وجنوب آسيا .

## روابط خارجية
- تاريخ عائلة ملك على موقع ancestry.com